# U–100
Koordináták: é. sz. 61° 04′ 00″, ny. h. 11° 30′ 00″61.066667°N 11.500000°W
Az U–100 második világháborús német tengeralattjáró alig több mint kilenc és fél hónapig vadászott a szövetséges hajókra, de így is sikerült harmincat elsüllyesztenie vagy megrongálnia. Az U–100 csúcstartó abban a tekintetben, hogy egy konvojból hét, összesen 50 ezer 340 regisztertonna vízkiszorítású hajót lőtt ki.

## Pályafutása
Az U–100 VIIB típusú tengeralattjáró volt. Ez az osztály, mivel 33 tonnával több üzemanyagot szállított, nagyobb hatótávolságú (16 095 kilométer) volt mint elődje, a VIIA típus. A Kielben gyártott hajót 1940. május 30-án állították szolgálatba. Egyetlen kapitánya volt, Joachim Schepke. A tengeralattjáró hat őrjárata alatt elpusztított 26 teherhajót, megrongált négyet. Eredménye bruttó regisztertonnában kifejezve: 155 ezer 48. Összesen 112 napot töltött a tengeren szövetséges hajókra vadászva.

## A HX 72-es konvoj
A konvoj 1940 szeptemberében a kanadai Halifaxből tartott Nagy-Britannia felé, amikor az Atlanti-óceán északi részén megtámadták a német búvárhajók. Az U–100 szeptember 22-én kapcsolódott be a vadászatba, és az éjszaka folyamán sikerült hét teherhajót elsüllyesztenie. A szövetségeseknek okozott vesztesége 50 ezer 340 bruttó regisztertonna volt. Ezt az eredményt egyetlen német tengeralattjáró sem tudta túlszárnyalni. Az U–100 1940. november 23-án megismételte a hét hajó elsüllyesztését egyetlen konvojból (SC-11), de azok kisebbek voltak, mint a HX-72-es hajókaravánból kilőtt egységek.

## Utolsó útja
Az U–100 1941. március 17-én pusztult el, kevéssel hajnali negyed négy után, délkeletre Izlandtól, amikor a HX-112-es konvojt támadta. A hajót két romboló, a HMS Walker és a HMS Vanoc tette harcképtelenné. A legénység 38 tagja, köztük a kapitány meghalt, hatan túlélték a támadást. Az U–100 volt az első német tengeralattjáró, amelyet azután süllyesztettek el, hogy radarral bemérték. A német flotta ezen az éjszakán vesztette el másik büszkeségét, az U–99-et is.

## Kapitány
| Név             | Kezdőnap        | Zárónap           |
| --------------- | --------------- | ----------------- |
| Joachim Schepke | 1940. május 30. | 1941. március 17. |

## Őrjáratok
| Indulás | Indulónap            | Érkezés | Zárónap              |
| ------- | -------------------- | ------- | -------------------- |
| Kiel    | 1940. augusztus 9.   | Lorient | 1940. szeptember 1.  |
| Lorient | 1940. szeptember 11. | Lorient | 1940. szeptember 25. |
| Lorient | 1940. október 12.    | Lorient | 1940. október 23.    |
| Lorient | 1940. november 7.    | Lorient | 1940. november 27.   |
| Lorient | 1940. december 2.    | Kiel    | 1940. október 22.    |
| Lorient | 1940. október 30.    | Lorient | 1941. január 1.      |
| Kiel    | 1941. március 9.     | *       | 1941. március 17.    |

* A tengeralattjáró nem érte el úti célját, elsüllyesztették

## Elsüllyesztett és megrongált hajók
| Dátum                | Hajó neve          | Nemzetisége        | Brt    | Konvoj |
| -------------------- | ------------------ | ------------------ | ------ | ------ |
| 1940. augusztus 16.  | Empire Merchant    | Egyesült Királyság | 4864   |        |
| 1940. augusztus 25.  | Jamaica Pioneer    | Svédország         | 5471   |        |
| 1940. augusztus 29.  | Alida Gorthon      | Egyesült Királyság | 2373   | OA-204 |
| 1940. augusztus 29.  | Astra II           | Egyesült Királyság | 2393   | OA-204 |
| 1940. augusztus 29.  | Dalblair           | Egyesült Királyság | 4608   | OA-204 |
| 1940. augusztus 29.  | Empire Moose       | Egyesült Királyság | 6103   | OA-204 |
| 1940. augusztus 29.  | Hartismere*        | Egyesült Királyság | 5498   | OA-204 |
| 1940. szeptember 21. | Canonesa           | Egyesült Királyság | 8286   | HX-72  |
| 1940. szeptember 21. | Dalcairn           | Egyesült Királyság | 4608   | HX-72  |
| 1940. szeptember 21. | Torinia            | Egyesült Királyság | 10 364 | HX-72  |
| 1940. szeptember 21. | Empire Airman      | Egyesült Királyság | 6586   | HX-72  |
| 1940. szeptember 21. | Frederick S. Fales | Egyesült Királyság | 10 525 | HX-72  |
| 1940. szeptember 21. | Scholar            | Egyesült Királyság | 3940   | HX-72  |
| 1940. szeptember 21. | Simla              | Norvégia           | 6031   | HX-72  |
| 1940. október 18.    | Boekelo*           | Hollandia          | 2118   | SC-7   |
| 1940. október 18.    | Shekatika*         | Egyesült Királyság | 5458   | SC-7   |
| 1940. október 19.    | Blairspey*         | Egyesült Királyság | 4155   | SC-7   |
| 1940. október 20.    | Caprella           | Egyesült Királyság | 8230   | HX-79  |
| 1940. október 20.    | Loch Lomond        | Egyesült Királyság | 5452   | HX-79  |
| 1940. október 20.    | Sitala             | Egyesült Királyság | 6218   | HX-79  |
| 1940. november 23.   | Bradfyne           | Egyesült Királyság | 4740   | SC-11  |
| 1940. november 23.   | Bruse*             | Norvégia           | 2205   | SC-11  |
| 1940. november 23.   | Bussum             | Hollandia          | 3636   | SC-11  |
| 1940. november 23.   | Justitia           | Egyesült Királyság | 4562   | SC-11  |
| 1940. november 23.   | Leise Mærsk        | Egyesült Királyság | 3136   | SC-11  |
| 1940. november 23.   | Ootmarsum          | Hollandia          | 3628   | SC-11  |
| 1940. november 23.   | Salonica           | Norvégia           | 2694   | SC-11  |
| 1940. december 14.   | Euphorbia          | Egyesült Királyság | 3380   | OB-256 |
| 1940. december 18.   | Kyleglen           | Egyesült Királyság | 3670   | OB-256 |
| 1940. december 18.   | Napier Star        | Egyesült Királyság | 10 116 |        |

* A hajó nem süllyedt el, csak megsérült